# توشيوكي كوسوقي
توشيوكي كوسوقي (باليابانية: 小杉 敏之) (20 يونيو 1968 في طوكيو في اليابان – )؛ هو لاعب كرة قدم ياباني سابق كان يلعب كمدافع.

## وصلات خارجية
- توشيوكي كوسوقي على موقع رابطة كرة القدم اليابانية للمحترفين (اليابانية)
- توشيوكي كوسوقي على موقع عالم كرة القدم.نت (الإنجليزية)